# Tylostigma perrieri
Tylostigma perrieri är en orkidéart som beskrevs av Rudolf Schlechter. Tylostigma perrieri ingår i släktet Tylostigma och familjen orkidéer. Inga underarter finns listade i Catalogue of Life.